# Хатсон, Лэйн
Лэйн Ха́тсон (англ. Lane Hutson; 14 февраля 2004, Холланд, Мичиган, США) — американский хоккеист, защитник клуба НХЛ «Монреаль Канадиенс». Обладатель Колдер Трофи 2025 года.

## Карьера
В сезоне 2020/21 Хатсон присоединился к юниорской сборная США, выступающей в USHL. В течение своего первого сезона, в котором Хатсон получил право участвовать в драфте НХЛ, он стал предметом серьезных споров среди скаутов и оценщиков относительно его пригодности для игры в НХЛ. При росте всего 173 сантиметра и весе 68 килограммов, на момент драфта НХЛ 2022 года, что в то время было редкостью среди защитников НХЛ, многие полагали, что он не сможет эффективно играть на профессиональном уровне, несмотря на многочисленные похвалы его мастерству и хоккейному интеллекту.
Стремясь развеять опасения по поводу своего роста, Хатсон прибыл в скаутский центр НХЛ с заключением эндокринолога, в котором говорилось, что «его костный возраст отстает от его биологического возраста, что означает, что у него впереди ещё более года дополнительного роста костей». В преддверии драфта НХЛ 2022 года, на церемонии, состоявшейся в Белл-центре в Монреале, Хатсон был удостоен премии И Джей Макгуайр Эворд, которая выдаётся Центральным скаутским бюром НХЛ за стремление к совершенству через силу характера, конкурентоспособность и атлетизм. В итоге на драфте НХЛ 2022 года Лэйн был выбран во 2-м раунде под общим 62-м номером клубом «Монреаль Канадиенс».
С сезона 2022/23 Хатсон начал играть за хоккейную команду Университета Бостона, которая выступает в NCAA. По итогам первого сезона в лиге Hockey East он набрал 48 очков (15+33) в 39 матчах, вошёл в первую символическую сборную года среди новичков, а также был признан лучшим новичком года.
12 апреля 2024 года Хатсон подписал трёхлетний контракт новичка с «Монреаль Канадиенс». 15 апреля 2024 года Лэйн дебютировал в НХЛ в матче против «Детройт Ред Уингз», в этом же матче он набрал своё первое очко в лиге, отдав голевую передачу. 
14 декабря 2024 года он забил свой первый гол в НХЛ в матче против «Виннипег Джетс». 16 апреля 2025 года, в последнем матче сезона для «Канадиенс», Хатсон отдал свою 60 голевую передачу, тем самым он повторил рекорд Лэрри Мерфи среди новичков-защитников по этому показателю, который держится с 1981 года. По итогам сезона 2024/25 Хатсон получил приз Колдер Трофи, который вручается НХЛ лучшему новичку лиги.